# Episodi di South Park (ottava stagione)
L'ottava stagione di South Park, composta da 14 episodi, è stata trasmessa negli Stati Uniti, da Comedy Central, dal 17 marzo al 15 dicembre 2004.
L'edizione italiana è stata trasmessa dal 2 settembre al 14 ottobre 2005 su Paramount Comedy.
Tutti gli episodi sono stati scritti e diretti da Trey Parker.
| nº | Titolo originale                   | Titolo italiano                               | Prima TV USA     | Prima TV Italia   |
| -- | ---------------------------------- | --------------------------------------------- | ---------------- | ----------------- |
| 1  | Good Times with Weapons            | Divertirsi con le armi                        | 17 marzo 2004    | 2 settembre 2005  |
| 2  | Up the Down Steroid                | Forza steroidi                                | 24 marzo 2004    | 2 settembre 2005  |
| 3  | The Passion of the Jew             | La passione dell'ebreo                        | 31 marzo 2004    | 9 settembre 2005  |
| 4  | You Got F'd in the A               | Te lo sei preso nel culo                      | 7 aprile 2004    | 9 settembre 2005  |
| 5  | Awesom-O                           | FICO-O                                        | 14 aprile 2004   | 16 settembre 2005 |
| 6  | The Jeffersons                     | I Jefferson                                   | 21 aprile 2004   | 16 settembre 2005 |
| 7  | Goobacks                           | Gli immigrati dal futuro                      | 28 aprile 2004   | 23 settembre 2005 |
| 8  | Douche and Turd                    | Peretta gigante e panino alla merda           | 27 ottobre 2004  | 23 settembre 2005 |
| 9  | Something Wall-Mart This Way Comes | Arriva il Wall-Mart                           | 3 novembre 2004  | 30 settembre 2005 |
| 10 | Pre-School                         | Asilo                                         | 10 novembre 2004 | 30 settembre 2005 |
| 11 | Quest for Ratings                  | Ricerca di ascolti                            | 17 novembre 2004 | 7 ottobre 2005    |
| 12 | Stupid Spoiled Whore Video Playset | Il video-set della stupida sgualdrina viziata | 1º dicembre 2004 | 7 ottobre 2005    |
| 13 | Cartman's Incredible Gift          | L'incredibile dono di Cartman                 | 8 dicembre 2004  | 14 ottobre 2005   |
| 14 | Woodland Critter Christmas         | Il Natale degli animaletti del bosco          | 15 dicembre 2004 | 14 ottobre 2005   |

## Divertirsi con le armi
- Titolo originale: Good Times with Weapons

### Trama
Alla fiera del paese, i quattro ragazzi vedono una bancarella di armi, e dopo aver finto di essere tutti fratelli orfani per ingannare il commesso riescono a farsi vendere delle pericolose armi ninja (Stan ottiene due tonfa, Cartman due pugnali sai, Kyle due nunchaku e Kenny uno shuriken); a questo punto simulano un'avventura in giro per South Park dove impersonano quattro ninja ognuno con poteri speciali, mentre la grafica dell'episodio da qui in avanti cambia più volte in uno stile da anime giapponese.
I ragazzi dunque passano da Craig e gli mostrano le armi per ingelosirlo, e poco dopo incontrano Butters che, non invitato a giocare con loro, decide di impersonare il Professor Chaos per vendicarsi. Non riconoscendolo, i quattro accettano la sfida, ma Butters riesce a mettere tutti in difficoltà grazie alla sua immaginazione, fino ad essere colpito gravemente all'occhio sinistro da uno shuriken di Kenny, che non ha capito come si gioca. A questo punto l'animazione torna quella classica della sit-com e i protagonisti, disperati, si rendono conto della vera identità di Butters, che non viene portato in ospedale (per evitare punizioni dovute all'utilizzo di armi pericolose), ma da un veterinario, dopo essere stato camuffato in malo modo da cane. Nel frattempo arrivano Craig, Clyde, Token e Jimmy, intenti anche loro a giocare ai ninja con loro armi, che li sfidano; Butters, così, riesce a fuggire strisciando verso l'ospedale, ma viene portato dal veterinario essendo comunque scambiato per un cane dal medico e rischiando l'abbattimento.
Per nascondere le prove della vicenda, i ragazzi cercano di riportare le armi alla bancarella, ma queste non sono rimborsabili, in più Butters è visto girare intorno alla fiera dove si sta tenendo un'asta in diretta televisiva, e per non farlo parlare Cartman si inventa il potere dell'invisibilità, mentre in realtà passa completamente nudo davanti alla folla. Stan, Kyle e Kenny, a questo punto, stupiti del fatto che la gente non è scandalizzata da quanto successo a Butters ma dal comportamento di Cartman, si rivoltano contro quest'ultimo (capendo che gli adulti sono più scandalizzati dalla nudità che dalla violenza) e ritornano a giocare ai ninja.

## Forza steroidi
- Titolo originale: Up the Down Steroid

### Trama
Jimmy si sta allenando per i Giochi olimpici speciali che vuole vincere ad ogni costo. Intanto, Cartman si convince di poter facilmente vincere le gare se riesce a convincere i giudici di essere mentalmente ritardato. Cartman riesce a convincere sua madre ad accompagnarlo alle Olimpiadi, e la gente lo crede veramente ritardato. Intanto, Jimmy decide di assumere degli steroidi per migliorare le sue prestazioni, ma finisce con l'ottenere un carattere scontroso e violento, arrivando al punto di attaccare e picchiare la sua ragazza (Nancy) e sua madre. Timmy, che è suo amico nonché suo compagno di allenamenti, scopre che il ragazzo fa uso di steroidi e non ne è felice. Egli prova quindi a spiegare la situazione al Signor Mackey, ma non riesce a dire altro che "Timmy!" e "Jimmy!" e Mackey non capisce il problema.
Kyle prova a convincere Cartman a non mettere in atto il suo piano, poiché pensa che sia veramente terribile, ma Cartman non gli dà ascolto. Il suo piano fallisce, non avendo Cartman considerato che i concorrenti si sono sottoposti a mesi di allenamento intensivo e sono ora in ottima forma fisica, al contrario di Cartman, che finisce per classificarsi ultimo, mentre Jimmy è primo in classifica. Tuttavia, Cartman riceve comunque un premio di 50 dollari, poiché il presentatore afferma che l'importante non è vincere, ma partecipare. Quando Cartman va sul palco per ritirare il premio, Jimmy capisce il suo piano e sta per picchiarlo per essere un imbroglione, ma arriva anche Timmy che sgrida l'amico. Jimmy comprende i suoi errori e impara la lezione, decidendo di restituire la medaglia d'oro e dicendo al pubblico che parteciperà il prossimo anno in modo regolare.
L'episodio termina con Cartman che cerca di convincere i ragazzi che stava fingendo di essere ritardato per far imparare a Jimmy la lezione sugli steroidi, ma gli amici non gli credono.

## La passione dell'ebreo

Kyle assiste sgomento a La passione di Cristo

- Titolo originale: The Passion of the Jew

### Trama
Durante l'ennesimo dibattito, Cartman sfida Kyle a vedere il film La passione di Cristo di Mel Gibson (per cui Cartman ha sviluppato una vera e propria ossessione) come prova della malvagità degli ebrei. Kyle guarda il film e torna a casa sconcertato per ciò che "gli ebrei hanno fatto a Gesù", dunque, dopo essere andato da Cartman ed essersi scusato, con lui va da Padre Maxi parlandogli del suo problema (però glielo espone come se fosse il problema di un suo amico) e questi gli risponde che il suo amico dovrà pentirsi e sarà perdonato.
Nel frattempo anche Stan e Kenny guardano il film, ma lo trovano così brutto che decidono di partire per farsi rimborsare i soldi del biglietto direttamente da Mel Gibson siccome il bigliettaio si rifiuta. Intanto Cartman fonda un club su Mel Gibson e vestitosi da Hitler raduna gli abitanti di South Park con cui grida slogan antisemiti in tedesco (le persone pensano siano frasi in aramaico), con lo scopo di scatenare un Olocausto. Dunque Kyle invita la comunità ebraica di South Park a pentirsi per l'assassinio di Gesù, ma quando gli ebrei gli chiedono il perché lui risponde che ha visto The Passion. Così la comunità afferma in coro l'antisemitismo della pellicola e si dirigono al cinema per protestare.
Stan e Kenny, dopo aver incontrato Mel Gibson e presi i soldi, si danno alla fuga dato che quest'ultimo li insegue completamente impazzito. Alla fine dell'episodio le folle radunate da Cartman, gli ebrei, Stan, Kyle e Mel Gibson s'incontrano a davanti al cinema di South Park e, vedendo l'assurdo comportamento dell'attore tutti restano scioccati mentre Stan spiega che per essere dei buoni cristiani bisogna seguire i precetti di Gesù, non pensare solo alla sua morte. Così la folla se ne va, e la puntata si conclude con Kyle più rassicurato mentre Gibson defeca in faccia a Cartman, riprendendo così a delirare.

## Te lo sei preso nel culo
- Titolo originale: You Got F'd in the A

### Trama
I ragazzi vengono sfidati a una gara di ballo da un gruppo di ragazzini provenienti dalla Contea di Orange. Randy insegna cosi Stan a ballare sulla note della canzone "Achy Breaky Heart" di Billy Ray Cyrus. Il giorno dopo, i ragazzi della contea di Orange ballano di nuovo davanti ai protagonisti, ma questa volta Stan accetta la sfida e balla il suo pezzo. Così, i ragazzi di Orange sfidano Stan e gli altri a ballare al concorso di danza imminente. Sharon fa pressione su Randy per non far partecipare il figlio alla gara, così Randy va dall'allenatore della squadra di Orange per scusarsi e ritirarsi dalla competizione. Tuttavia, l'allenatore considera il gesto di Randy una sfida e gli mostra degli eccezionali passi di danza. Randy finisce in ospedale con apparenti ferite fisiche e Stan è costretto a vendicare il padre.
Stan mette cosi insieme una squadra formata da se stesso, il ragazzo goth Michael, un asiatico patito di Dance Dance Revolution di nome Yao e la cameriera Mercedes, già apparsa in Raisins. Siccome serve ancora un membro Stan prova reclutare anche Butters, ex campione nazionale di Tip-Tap, ma questi rifiuta ricordando un tragico avvenimento accaduto quando ancora ballava, in cui morirono otto persone (undici se si conta che una donna era incinta e due si sono suicidati in seguito) e quindi Stan rimedia per la squadra un'anatra danzante di nome Jeffy. 
Il giorno della sfida però Jeffy si ferisce, e allora Butters si fa coraggio e ricomincia a ballare ma causa nuovamente un incidente che stavolta causa la morte dell'intera squadra della Contea di Orange e quindi South Park vince di default, portando quindi in trionfo Butters, unico (e nuovamente) traumatizzato per l'accaduto.

## FICO-O
- Titolo originale: Awesom-O

### Trama
Cartman si fa trovare davanti a casa di Butters con uno scalcinato costume da robot di cartone, e dice di essere un regalo per lui e di chiamarsi "FICO-O 4000", un automotrone computerizzato proveniente dal Giappone. Ingenuamente, Butters crede di trovarsi davanti a un vero automa e ci si affeziona subito. Il piano di Eric è di farsi rivelare tutti i segreti più intimi dell'ingenuo ragazzino e usarli contro di lui. Tuttavia, scopre che Butters possiede un suo video compromettente, che verrà usato per vendicarsi dei suoi soprusi, ed è costretto a prolungare la recita, venendo coinvolto nei vari giochi e attività del compagno (compresi fare il bucato e l'infilarsi supposte).
Quando i due si recano a Los Angeles per andare a trovare una zia di Butters, "FICO-O" prima viene assunto da dei produttori cinematografici per ideare nuovi film (quasi tutti con Adam Sandler), poi viene rapito dai militari, che vogliono farne un'arma. Eric spiega subito che in realtà è un bambino ma siccome è legato, e quindi non può togliersi il costume, i militari pensano di avere davanti un robot convinto di essere un bambino vero e perciò ne chiedono la cancellazione della memoria, che quindi finirà per ucciderlo. Lo scienziato a cui è affidato il compito però si rifiuta di fare del male ad un "essere senziente" e perciò lo libera, venendo però ucciso. Proprio in quel momento arriva Butters, che implora i militari di lasciar stare FICO-O, ma un peto rivela la vera identità di Cartman. Alla fine Butters si vendica mostrando a tutta la scuola, ai produttori e ai militari il famoso video, in cui Cartman mima un amplesso travestito da Britney Spears con una foto a grandezza naturale di Justin Timberlake.

## I Jefferson
- Titolo originale: The Jeffersons

### Trama
Arriva in città il Sig. Jefferson, strano ma simpatico, pieno di attrazioni per i più piccini: in realtà è Michael Jackson travestito per scampare alla polizia che lo perseguita perché nero e ricco…

## Gli immigrati dal futuro
- Titolo originale: Goobacks

### Trama
Degli umani provenienti dall'anno 3045 sono giunti a South Park tramite un portale temporale a cercare lavoro. Quando i ragazzi cercano di guadagnare dei soldi, gli "immigrati" iniziano a fare lo stesso lavoro per niente, facendo perdere i lavori ai ragazzi. L'intera comunità maschile di South Park risponde organizzando enormi orge gay nella speranza così di "uccidere" il futuro.

## Peretta gigante e panino alla merda
- Titolo originale: Douche and Turd

### Trama
Una satira delle elezioni. I membri della PETA costringono la squadra di football della scuola elementare a cambiare la mascotte, una mucca, così viene proposta una lista di alternative. Kyle, per protesta, decide di convincere tutti i ragazzi a votare per una mascotte di sua invenzione: una peretta gigante. Cartman però gli copia l'idea e sostituisce la peretta con un panino alla merda. Presto tutta la scuola deve scegliere se essere rappresentata dalla peretta gigante o dal panino alla merda. La lotta finisce per estendersi a tutta la città e arriva persino in televisione. Solo Stan trova questa votazione ridicola e sceglie di astenersi, così in città arriva il rapper Puff Daddy per convincerlo a votare, ma Stan, dopo un iniziale ripensamento, continua a rifiutarsi di votare quando nota come ai suoi amici non importi davvero che voti, ma solo che voti per la loro mascotte. Per il suo rifiuto Stan viene esiliato da South Park.
Dopo un lungo pellegrinaggio, Stan viene trovato dai membri della PETA, che lo accolgono tra di loro. Stan però non riesce ad inserirsi tra i membri dell'organizzazione, che vivono e si accoppiano con gli animali. Racconta così la sua storia al capo della PETA, che gli spiega che in una votazione la scelta è sempre tra una peretta gigante e un panino alla merda. Proprio in quel momento Puff Daddy giunge al campo per convincere Stan a votare, e poiché indossa la pelle di un animale viene aggredito dai PETA che gli versano sangue addosso con dei secchi; ciò porta a un massacro da parte dei seguaci di Puff Daddy che uccidono tutti i PETA a colpi di pistola. Stan così ritorna in città e partecipa alla votazione, che vedrà vincitrice la peretta gigante. Dato però che i membri della PETA sono stati uccisi, la scuola decide di tornare alla sua vecchia mascotte.

## Arriva il Wall-Mart
- Titolo originale: Something Wall-Mart This Way Comes

### Trama
Per salvare South Park, Stan e Kyle devono fermare l'inarrestabile espansione del centro commerciale Wall-Mart (parodia del Walmart), cercando nel contempo di evitare che Cartman li tradisca.

## Asilo
- Titolo originale: Pre-School

### Trama
Stan, Kenny, Kyle, Butters ed Eric vengono a sapere che un loro vecchio compagno dell'asilo è uscito dal riformatorio. I ragazzi sono preoccupati perché Trent Boyett, è questo il nome dell'ex detenuto, è stato sbattuto in galera per colpa loro.
All'asilo, il quartetto voleva fare il gioco dei pompieri incendiando alcuni giocattoli per poi urinarci sopra, e diedero a Trent il compito di appiccare gli incendi. Trent, che era una vera peste, per sbaglio, invece di bruciare quella roba incendiò la maestra, la signorina Claridge. Trent fu messo in riformatorio e l'ormai ex insegnante, impossibilitata a muoversi, a parlare e orrendamente sfigurata, fu posta in una sedia a rotelle computerizzata. Anche Butters viene coinvolto perché, anche se non c'entra, ha visto tutto e non l'ha scagionato.
Trent vuole vendicarsi per il torto e manda Butters all'ospedale. I ragazzi chiedono così l'aiuto dei ragazzi delle medie, ma anche loro vengono pestati. Su suggerimento di Shelly, decidono di confessare alla menomata insegnante (in condizioni identiche a quelle di Christopher Pike, personaggio di Star Trek) il loro fatale sbaglio. Però, appena i quattro stanno per confessare tutto alla signorina Claridge, Trent irrompe, e per difendersi i ragazzi incendiano nuovamente la signorina Claridge, facendolo tornare in riformatorio ingiustamente.

## Ricerca di ascolti
- Titolo originale: Quest for Ratings

### Trama
La scuola elementare di South park vanta un canale a circuito chiuso e Stan, Kyle, Cartman, Butters, Token e Jimmy conducono il tg scolastico per il progetto audio-visivi. Nonostante l'impegno, il loro programma è surclassato da quello di Craig, che si limita a riprendere degli animali col grandangolo. 
Decidono allora di cambiare genere, e nonostante Jimmy voglia mantenere l'integrità della redazione, finiscono per riempire lo studio di ragazze pon pon, panda e soprattutto diffondono notizie inventate. In ogni caso il nuovo programma di Craig (che ha messo un cappello agli animali ripresi) continua ad essere il più visto. 
Dopo essersi sballati con lo sciroppo per la tosse finalmente scoprono che il successo di Craig è dovuto al fatto che mezza scuola era intossicata da quei medicinali e con questo scoop riescono a vincere la gara d'ascolti. Soddisfatti dei loro risultati, i ragazzi scoprono la maledizione di ogni spettacolo di successo: ogni episodio successivo deve essere altrettanto buono come il precedente. Tornati nella stanza dove scrivono le loro idee, non riescono ad inventarsi nulla di buono e decidono semplicemente di mollare tutto.

## Il video-set della stupida sgualdrina viziata
- Titolo originale: Stupid Spoiled Whore Video Playset

### Trama
La ricca, famosa e viziata ereditiera Paris Hilton arriva a South Park per aprire il suo nuovo negozio, "Stupid Spoiled Whore", e tutte le ragazzine iniziano ad imitarla, vestendosi come lei ed esibendo comportamenti disinibiti. Wendy Testaburger è l'unica a non voler imitare Paris, venendo così emarginata dalle altre bambine, che l'accusano di non essere una vera "sgualdrina".
Nel frattempo Paris si dispera perché tutti i suoi animaletti continuano a suicidarsi, e dopo aver visto Butters decide di adottarlo,  lo veste con un costume da orso e lo soprannomina "Cazzettino". I genitori di Butters inizialmente sono contrari, ma quando capiscono chi è Paris si dimostrano subito più disponibili, arrivando ad accettare di venderle il figlio per 250.000.000 di dollari. Butters però scopre la fine che hanno fatto tutti gli animaletti di Paris e scappa terrorizzato.
Intanto le bambine decidono di dare una festa con lo scopo di "rimorchiare" il più possibile, e invitano tutti i ragazzi, tranne Cartman. Wendy decide di chiedere aiuto al personaggio più depravato di South Park, il signor Maso, che decide di sfidare Paris Hilton ad una gara a chi è più "troia". Lo scontro sarà vinto da Maso, che ingloberà letteralmente Paris nel suo ano e spiegherà alle bambine che essere delle sgualdrine viziate non è bello.

## L'incredibile dono di Cartman
- Titolo originale: Cartman's Incredible Gift

### Trama
Dopo aver subito delle gravi ferite in seguito ad una caduta da un tetto, Cartman si convince di aver ricevuto il potere di vedere nel futuro. La polizia di South Park inizia a chiedere il suo aiuto per catturare un serial killer che taglia la mano sinistra alle sue vittime e lui accetta, naturalmente dietro compenso. Seguendo le "visioni" di Cartman la polizia arresta degli innocenti, e tutte le volte che c'è una nuova vittima pensano di aver a che fare con un imitatore del killer, ignorando le tracce che potrebbero portarli da quello vero.
Intanto, un gruppo di psichici professionisti inizia a criticare Cartman perché questi esercita la "professione" senza aver compilato il modulo per il titolo di sensitivo detective e per il suo rifiuto di concedere loro il 10% dei profitti che sta ricavando. Cartman però viene rapito dal vero killer, Michael Deets, che lo tortura facendogli vedere le diapositive delle sue vacanze. Kyle, per farsi notare dalla polizia, cade a sua volta da un tetto per convincerli di aver acquisito poteri psichici, e li indirizza dal vero assassino. Dopo alcuni indagini, i poliziotti arrivano a casa del killer e lo uccidono, salvando Cartman.
Tutti gli innocenti arrestati a causa di Cartman vengono rilasciati e Kyle viene lodato come vero sensitivo. Kyle informa tutti che non esistono i sensitivi e che c'è una spiegazione logica dietro ogni storia "psichica". Gli altri "sensitivi", tuttavia, decidono di riaccendere il conflitto con Cartman impegnandosi in una "battaglia psichica". Proprio mentre iniziano a gesticolare come se stessero usando dei veri poteri, Kyle urla contro di loro di smetterla e, in quel momento, le lampadine nella stanza esplodono all'unisono e alcuni dispositivi elettronici cadono a terra. Kyle è sorpreso, ma afferma che ci deve essere una spiegazione logica anche per questo, mentre gli altri lo guardano sbigottiti.

## Il Natale degli animaletti del bosco
- Titolo originale: Woodland Critter Christmas

### Trama
A South Park fervono i preparativi per l'arrivo del Natale, e Stan (introdotto dalla voce narrante come "Il bambino dal buffo cappellino") scorge nel bosco un gruppo di simpatici animaletti che si apprestano ad allestire un albero natalizio. Il bambino viene a sapere che le allegri creature hanno l'acceso desiderio di celebrare il Natale costruendo una capanna nel quale sarà riposto il Salvatore, concepito da Porcupiney, un porcospino parlante. Stan si offre di aiutarli nell'impresa e lavora svogliatamente all'edificio, sistemandovi in cima anche una cometa. Il gruppo rivela però che ogni anno il Salvatore che essi danno alla luce è puntualmente divorato da un leone di montagna. Stan è quindi persuaso ad eliminare l'orrida belva e permettere alle creature del bosco di festeggiare serenamente il Natale.
Stan si dirige controvoglia verso la tana della famelica bestia, l'attira con urla e infine la fa precipitare da un burrone, uccidendola, ma se ne pente quando scopre che era madre di tre leoncini. Tornando afflitto dal gruppo di animali per annunciare loro la sua vittoria sulla leonessa, scopre con orrore che questi non sono altri che efferati adoratori di Satana, e il bambino che sta per nascere è nientemeno che l'Anticristo, non il Figlio di Dio, mentre il leone era preposto alla loro custodia per impedire la nascita del principe del male e mantenere la serenità. Gli animali si animano, offrono in sacrificio Rabbitty il coniglio (su sua stessa richiesta) e ne divorano le carni, a cui fanno seguire un'orgia di sangue in mezzo ai suoi resti, scene a cui Stan assiste inorridito. Stan porta quindi i leoncini in una clinica specializzata in aborti affinché sconfiggano l'Anticristo, mentre gli animaletti rapiscono Kyle per sacrificarlo, in quanto ebreo e non battezzato. L'intervento di Babbo Natale riporterà tutto alla normalità. Alla fine si scoprirà che l'intero episodio è in realtà una storia natalizia scritta e raccontata da Cartman per un compito in classe, che lui ovviamente ha usato come pretesto per prendere in giro Kyle.